# Steven Knight
Steven Knight, född 5 augusti 1959, är en brittisk manusförfattare, filmregissör och producent.

## Filmografi (i urval)
- 1998 – Who Wants to Be a Millionaire? (TV-serie)
- 2002 – Dirty Pretty Things
- 2007 – Eastern Promises
- 2013 – Peaky Blinders (TV-serie)
- 2013 – Locke
- 2017 – Taboo (TV-serie)
- 2021 – Spencer
- 2024 – Maria
- 2025 – A Thousand Blows (TV-serie)